# Piatra din Rosetta
Acest articol se referă la piatra găsită în orașul egiptean Rosetta. Pentru alte sensuri ale cuvântului Rosetta vezi Rosetta (dezambiguizare).

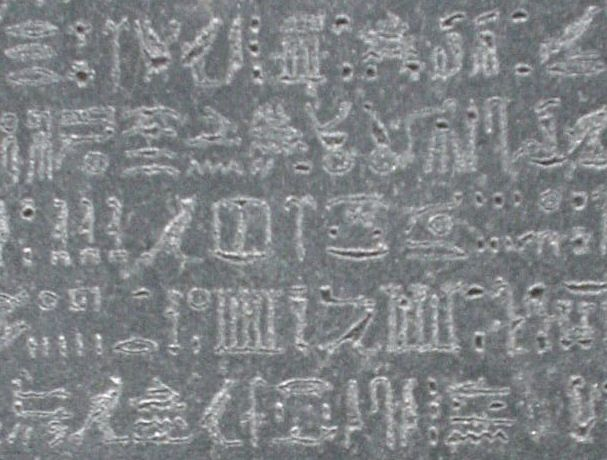
Piatra din Rosetta, detaliu

Piatra din Rosetta este o stelă egipteană, datând din anul 196 î.Hr., din timpul domniei regelui Ptolemeu al V-lea, care are trei inscripții ale aceluiași text în trei limbi antice diferite.
Ea a fost sculptată din granodiorit, în perioada elenistică.

## Descriere
Piatra este din granit negru, are formă aproximativ rectangulară, cu trei inscripții ale aceluiași text în trei limbi antice diferite, hieroglifică, demotică și greacă. Din partea superioară, cea care conține inscripția hieroglifică, lipsește o parte. Folosind inscripțiile pietrei din Rosetta, Jean-François Champollion a reușit să stabilească o metodă de traducere a scrierii hieroglifice.

## Descoperire
A fost descoperită în anul 1799, în orașul egiptean Rosetta (arabă, Rashid), situat în delta Nilului, în apropierea Mării Mediterane, în timpul expediției franceze conduse de generalul Napoleon Bonaparte. Stela a fost descoperită în timpul lucrărilor la un fort, în fundația unei vechi cetăți arabe, unde fusese folosită ca material de construcție.  Descoperirea este atribuită ofițerului inginer Pierre-Francois Bouchard, ofițer de geniu din armata franceză.

## Importanță
Importanța acestei stele a fost sesizată imediat, textul grecesc specificând explicit că în toate cele 3 versiuni este vorba despre același text. Între 1799 și 1801 a fost păstrată și studiată la Cairo, atunci realizându-se și primele sale copii. În 1801, la retragerea armatei franceze, a fost reținută de către trupele engleze, apoi, în 1802, adusă în Anglia și expusă la British Museum.

## Literatură
- Leo Depuydt: Rosetta Stone. In: Kathryn A. Bard (Hrsg.): Encyclopedia of the Archaeology of Ancient Egypt. Routledge, London 1999, ISBN 0-415-18589-0, S. 686–87.
- Otto Kaiser u. a.: Texte aus der Umwelt des Alten Testaments. (TUAT) Vol. 1, Alte Folge. Editura Gütersloher, Gütersloh 1985, ISBN 3-579-00060-8, S. 236–246.
- Richard B. Parkinson: The Rosetta Stone. British Museum Press, London 2005, ISBN 0-7141-5021-5.
- Stephen Quirke: The Rosetta Stone. Facsimile drawing. British Museum Press, London 1988, ISBN 0-7141-0948-7.
- John Ray: The Rosetta Stone and the rebirth of ancient Egypt. Profile Books, London 2007, ISBN 978-1-86197-334-4.
- Robert Solé: La pierre de Rosette. Édition du Seuil, Paris 1999, ISBN 2-02-037130-8.

### Beletristică
- Michael Klonovsky: Der Ramses-Code. Editura Aufbau, Berlin 2001, ISBN 3-352-00575-3 (Roman despre Champollion  și descifrarea hieroglifelor.)